# Mariner 9
Mariner 9 (Mariner Mars '71 / Mariner-I) là một tàu vũ trụ robot của NASA đã đóng góp rất lớn cho việc thăm dò Sao Hỏa và là một phần của chương trình Mariner. Mariner 9 được phóng lên Sao Hỏa vào ngày 30 tháng 5 năm 1971 từ LC-36B tại Trạm Không quân Mũi Canaveral và đến hành tinh này vào ngày 14 tháng 11 cùng năm, trở thành phi thuyền đầu tiên quay quanh hành tinh khác, chỉ trước Mars 2 (phóng ngày 19 tháng 5) và Mars 3 (phóng ngày 28 tháng 5) của Liên Xô một chút, cả hai đều đến Sao Hỏa chỉ vài tuần sau đó.
Sau khi xuất hiện các cơn bão bụi trên hành tinh này trong vài tháng sau khi nó đến, con tàu đã cố gắng gửi lại những bức ảnh rõ ràng về bề mặt Sao Hỏa. Mariner 9 đã trả về 7.329 hình ảnh trong quá trình thực hiện nhiệm vụ của mình, kết thúc vào tháng 10 năm 1972.

## Mục tiêu
Mariner 9 được thiết kế để tiếp tục nghiên cứu khí quyển Sao Hỏa, tiếp nối Mariner 6 và 7, và lập bản đồ trên 70% bề mặt Sao Hỏa từ độ cao thấp nhất (1.500 kilômét (930 mi) và ở độ phân giải cao nhất (từ 1 km/pixel đến 100 mét trên mỗi pixel) của bất kỳ nhiệm vụ Sao Hỏa nào cho đến thời điểm đó. Một máy đo bức xạ hồng ngoại đã được đưa vào để phát hiện nguồn nhiệt nhằm tìm kiếm bằng chứng về hoạt động núi lửa. Đó là nghiên cứu những thay đổi thời gian trong bầu khí quyển và bề mặt Sao Hỏa. Hai vệ tinh của Sao Hỏa (Phobos và Deimos) cũng được phân tích. Mariner 9 đã hoàn tất mục tiêu của mình và còn đạt được nhiều mục tiêu hơn thế.